# Polipete (Telegonia)
Polipete (in greco antico: Πολυποίτης?, Polypoítēs) è una figura della mitologia greca, figlio di Ulisse e di Callidice, regina dei Tesproti. Compare nel primo episodio della Telegonia, detto Tesprotide.

## Il mito
Odisseo accettò un esilio di dieci anni, stabilito da Neottolemo che era stato chiamato a dirimere la contesa tra i padri dei Proci, in cerca di vendetta per la strage compiuta dall'eroe, e il re di Itaca. Tiresia, vecchio profeta che sapeva prevedere il futuro, una volta incontrato Odisseo gli predisse che la sua fine sarebbe giunta lontana dal mare, e gli diede istruzioni per placare l'ira di Poseidone. Secondo quindi la Telegonia Odisseo sarebbe giunto in Tesprozia, e una volta effettuati i sacrifici al dio, incontra e sposa la bella regina Callidice; da questa unione nasce Polipete (chiamato così in onore dell'omonimo condottiero acheo). Insieme alla sua nuova sposa Ulisse rivive i fasti bellici, conducendo i Tesproti in guerra contro i Brigi. In questo contesto le truppe dell'eroe vengono messe in rotta da Ares fronteggiato da Atena fintanto che Apollo non li separa. Soltanto dopo la morte di Callidice Odisseo lascia la Tesprozia, il cui regno passa nelle mani del figlio Polipete, e rincasa per sempre ad Itaca (dove trova un nuovo figlio natogli da Penelope, Poliporte).

## Pareri secondari
Probabilmente, Odisseo abbandonò repentinamente la Tesprozia dopo la morte di Callidice perché Polipete era maturo per regnare (e in potenza anche per uccidere). Purtroppo il figlio che lo colpirà a morte sarà Telegono, che gli partorì la maga Circe.
Altre tradizioni affermano che Odisseo, prima di arrivare in Tesprozia (dove doveva compiere sacrifici a Poseidone) si fermò in Etolia. Ospite del re Toante, sposò sua figlia (o la sedusse non rispettando le regole della Xenia) e da lei ebbe un figlio, chiamato Leontofono.

### Fonti
- Angela Cerinotti, Miti dell'antica Grecia e di Roma Antica, Verona, Demetra, 1998, ISBN 978-88-440-0721-8.
- Andrea Debiasi, L'epica perduta: Eumelo, il Ciclo, l'occidente, Roma, L'Erma di Bretschneider, 2004, ISBN 88-8265-312-9.